# Delfi
Delfi (grško Δελφοί Delphoi) je arheološko najdišče in sodobno mesto v Grčiji na jugozahodnem podnožju gore Parnas v dolini Fokida. 
Po mitu sega v klasično obdobje antične Grčije (510–323 pr. n. št.). Mesto Delfi naj bi določil Zevs ko je skušal najti središče svoje "babice Zemlje" (Ge, Gea ali Gaja). Poslal je dva orla, ki sta letela od vzhodnih do zahodnih okončin in ko je pot orlov prečkala Delfe, sta našla omfalos ali popek Gaje. 
Starejši miti pravijo, da je bil Piton ali delfski orakelj (preročišče) na kraju, na katerem je bil pomemben orakelj že v predklasičnem grškem svetu (1400 pr. n. št.), in obnovljen približno 800 pred našim štetjem v klasičnem obdobju, ker je bil izredno pomemben za čaščenje boga Apolona. Apolon naj bi v tem kraju ubil zmaja Pitona, ki je tukaj ščitil popek Zemlje.  "Piton" (beseda izhaja iz glagola πύθω (pythō– "gniti")  je prvotno ime za to območje v spomin na Pitona, ki ga je ubil Apolon.  Homerska himna delfskemu Apolonu pravi, da je bilo staro ime tega kraja Kriza. 
Apolonov sveti kraj v Delfih je bil vsehelensko svetišče, v katerem so se vsaka štiri leta z začetkom leta 586 pred našim štetjem srečevali športniki z vsega grškega sveta na  pitijskih igrah, enih od štirih vsehelenskih iger, predhodnic sodobnih olimpijskih iger. Zmagovalec je za nagrado dobil lovorjev venec (stefanos), ki ga je slovesno odrezal z drevesa deček, ki je simbolno ponovno umoril Pitona. Delfi so se ločili od drugih iger po tem, da so gostili muzikos agon, glasbena tekmovanja.
Pitijske igre se po pomenu uvrščajo na drugo mesto med štirimi. Bile so drugačne od iger v Olimpiji, saj niso bile tako izjemno pomembne za Delfe, ker so bili popek sveta, središče sveta. 
V notranji hestiji ("kurišče") v Apolonovem templju je gorel večni plamen. Po bitki pri Platajah so grška mesta ugasnila svoje ognje in prinesla nov ogenj z ognjišča srca Grčije v Delfih; v temeljnih zgodbah številnih grških kolonij so se ustanoviteljice kolonij najprej posvetovale v Delfih. 

## Lega
Delfi so v zgornji osrednji Grčiji na planotah ob pobočju gore Parnas z Apolonovim svetiščem, starodavnim preročiščem. Ta polkrožna skalna ostroga je znana kot Fajdriada, od koder je lep razgled po dolini.
Jugozahodno od Delfov, približno 15 km stran, je pristaniško mesto Kira ob Korintskem zalivu. Grki so menili, da so Delfi središče celotne Zemlje.

## Posvetitev Apolonu
Ime Delphoi prihaja iz istega korena kot δελφύς delphys, "maternica" in lahko namiguje na arhaično čaščenje Gaje. Apolon je povezan z območjem po pridevku Δελφίνιος Delphinios, "delfinski". Pridevek je povezan z delfini (grško δελφίς, -ῖνος) v Homerjevi Himni Apolonu (vrstica 400), ki pripoveduje legendo o tem, kako je Apolon prvič prišel v Delfe v obliki delfina in nosil kretske duhovnike na hrbtu. Homersko ime oraklja je Pito (Πυθώ). 
Po drugi legendi je Apolon prišel v Delfe s severa in se ustavil v dolini Tempe v Tesaliji, da bi nabral lovor (znan tudi kot navadni lovor), ki bil po njegovem mnenju sveta rastlina. V spomin na to legendo so zmagovalci na pitijskih igrah prejeli lovorjev venec, nabran v templju.
Delfi so bili mesto velikega templja Apolona Fojba ("Svetli") in pitijskih iger ter slavno antično preročišče. Tudi v rimskih časih so postavili na stotine votivnih kipov, kar opisuje Plinij mlajši in je videl Pavzanias.
V templju so bili vklesani trije stavki: γνῶθι σεαυτόν (gnōthi seautón  = "spoznaj samega sebe"), μηδέν άγαν (mēdén ágan = "ničesar preveč") in Ἑγγύα πάρα δ'ἄτη (eggýa pára d'atē = "če nekaj obljubiš, se obetajo težave"). V antiki sta Platon in Pavzanias  izvor teh stavkov pripisala enemu ali več od sedmih grških modrecev.
Poleg tega je bila po Plutarhovem eseju o smislu E at Delphi – edini dobesedni vir napisa – v templju vpisana tudi velika črka E. Med drugim epsilon pomeni tudi številko 5.
Antični in sodobni učenjaki dvomijo o legitimnosti teh napisov: »Dejansko avtorstvo treh gesel, najdenih v delfskem templju, ostaja negotovo. Najverjetneje so bili priljubljeni pregovori, ki so jih večinoma pozneje pripisali modrecem.« 
Po homerski himni Pitijskemu Apolonu je Apolon ustrelil svojo prvo puščico kot otrok in ubil zmaja Pitona, Gajinega sina, ki je varoval kraj. Spokoriti se je moral, zato je bil prisiljen leteti in preživeti osem let kot hlapec, preden se je lahko vrnil. Praznovanje, septerija, je bilo vsako leto, uprizorjena je bila celotna zgodba: pobijanje zmaja in letenje, sprava in vrnitev boga. 
Pitijske igre so bile vsaka štiri leta v spomin na Apolonovo zmago. Drug reden festival je bil teofanija (Θεοφάνεια), letni festival pomladi, ko so praznovali vrnitev Apolona iz njegovega prezimovanja v Hiperboreji (Hiperborejci so bili mitski narod na severu). Vrhunec festivala je bil prikaz podobe bogov, običajno skritih v svetišču, vernikom. 
Teoksenija je bila vsako poletje, osredotočena na pojedino za "bogove in odposlanike drugih držav". Miti kažejo, da je Apolon ubil Pitona, v starejših mitih Pitija. Po mnenju nekaterih predstavlja njegovo ženo Pitijo, ki je živela ob kastalskem studencu. Nekateri viri pravijo, da je  Piton skušal posiliti Leto, ko je bila noseča z Apolonom in Artemido.
Ta studenec je tekel proti templju, izginil pod njim, ustvaril razpoko, ki je sproščala kemične hlape, ki so povzročili, da je preročišče v Delfih razkrilo prerokbe. Apolon je ubil Pitona, vendar je moral biti kaznovan za to, ker je bil sin Gaje. Svetišče, posvečeno Apolonu, je bilo prvotno posvečeno Gaji in Pozejdonu. Ime Pitija je ostalo v naslovu delfskega preročišča.
Erwin Rohde je zapisal, da je bil Piton zemeljski duh, ki ga je premagal Apolon in pokopal pod omfalos in da je šlo za eno božanstvo templja na grobu drugega.  Apolon je precej nov dodatek grškega panteona, ki izvira iz Lidije. Etruščani, ki so prišli iz severne Anatolije, so tudi častili Apolona in morda je bil prvotno enak mezopotamskemu Aplu, v akadščini pomeni "sin", prvotno namenjen bogu kuge Nergalu, sinu Enlila. Apolon Smintej (grško Απόλλων Σμινθεύς), "mišji morilec",
 pobija miši, ki so vzrok bolezni, zato je zaščitnik preventivne medicine.

## Preročišče
Delfi so najbolj znani po oraklju v svetišču, v klasičnem obdobju posvečen Apolonu. Po Ajshilu oziroma po prologu v njegovih Evmenidah je imel korenine v prazgodovini in bil posvečen Gaji. V zadnji četrtini 8. stoletja pred našim štetjem je stalno naraščalo število artefaktov, ki so jih našli tam, kjer je bilo naselje v Delfih, novo pomikensko naselje iz poznega 9. stoletja. Lončenino in predmete iz brona, pa tudi posvečen trinožnik so še naprej uporabljali. Niti predmeti niti ugledna posvetila ne dokazujejo, da so bili Delfi v središču pozornosti pri mnogih častilcih, a velika količina blaga visoke vrednosti, ki je ni bilo v nobenem drugem celinskem svetišču, potrjuje to mnenje.
Apolon je govoril prek svojega oraklja: Sibila ali svečenica preročišča v Delfih je bila znana kot Pitija. To je morala biti starejša nedolžna ženska izbrana izmed kmetic na območju. Sedela je na trinožniku, sedežu nad razpoko v zemlji. Ko je Apolon ubil Pitona, je njeno telo po legendi padlo v to razpoko in iz njenega razpadajoča telesa so nastali hlapi. Pijana od hlapov je Sibila padla v trans, kar je omogočalo Apolonu, da je imel njen duh v oblasti. V tem stanju je prerokovala. Predvidevajo, da je iz te razpoke izhajal plin etilen, ki povzroča nasilne transe, a je teorija še vedno vprašljiva. 
Ena od teorij pravi, da je kozji pastir krmil svojo čredo na Parnasu. Nekega dne so se koze začele igrati in se bližati razpoki v skali; pastir je ugotovil, da so hlapi vplivali na njegove možgane in ga vrgli v čuden trans, če je držal glavo nad razpoko. 
Medtem ko je Pitija v transu norela – verjetno ekstatičen govor – so njeno govorjenje "prevedli" duhovniki v templju v izbranih heksametrih.
Pregled sodobne toksikološke literature kaže, da oleandrovec povzroča podobne znake. Pitija je uporabljala oleander kot dopolnilo v preroškem postopku, žvečila njegove liste in vdihavala njegov dim. Toksične snovi oleandra povzročajo znake, podobne epilepsiji, "sveti bolezni", ki je obvladovala Pitijo po duhu Apolona. Ta razlaga osvetljuje domnevni duh in razpoko Delfov, o kateri so veliko razpravljali in raziskovali v zadnjih sto letih.
Ljudje so se posvetovali z delfskim preročiščem o vseh pomembnih zadevah javnega reda in osebnih zadevah. Preročišče v zimskih mesecih ni delovalo, ker je Apolon pozimi živel med Hiperborejci. Med njegovo odsotnostjo je v templju živel Dioniz. 

## Zgodovina
Delfski orakelj je imel precejšen vpliv na ves grški svet. Z njim so se posvetovali pred vsemi večjimi dejanji: vojno, ustanovitvijo kolonij. Bil je spoštovan tudi v državah z grškim vplivom, kot sta bili Lidija, Karija, in celo v Egiptu. Orakelj je bil znan tudi zgodnjim Rimljanom. Sedmi in zadnji rimski cesar, Tarkvinij Ošabni, je po srečanju s kačo v bližini svoje palače poslal delegacijo, tudi z dvema od svojih sinov, da se posvetujejo v preročišču. 
Preročišče je imelo koristi, ko je bilo pod pokroviteljstvom makedonskih kraljev. Pozneje je bil pod zaščito Etolske zveze, ki je igrala vodilno vlogo pri odbijanju galskih vdorov pod vodstvom Brena leta 279 pred našim štetjem in varovala svetišče. Delfi so pod prevlado Etolcev uživali mir do 168, 167 pred našim štetjem, ko so Rimljani sčasoma prevladovali v regiji. Rimska republika je zaščitila preročišče pred nevarnim barbarskim vpadom leta 109 in 105 pred našim štetjem. Leta 86 pred našim štetjem je med mitridatskimi vojnami rimski general Sula odredil delfskemu amfiktijonu, da pošlje plemenite kovine kot daritev v templju. Naročilo so ubogali brez ugovora, saj so se bali rimske oblasti. Tri leta pozneje so Medi, tračanska plemena, vdrli v Delfe, zažgali tempelj, oropali svetišče in ukradli "večni ogenj" z oltarja. V požaru je del strehe templja propadel. [30] V istem letu je bil tempelj hudo poškodovan v potresu. Tako je orakelj začel propadati in okolica je postala zapuščena. Pičlo lokalno prebivalstvo je ostalo brez dela. Verodostojnost preročišča je upadla tudi zaradi dvomljivih napovedi.
Ko je Neron prišel v Grčijo leta 66, je odnesel več kot 500 najboljših kipov iz Delfov v Rim. Poznejši rimski cesarji iz flavijske dinastije so bistveno prispevali k njegovi obnovi. Orakelj je nekoliko zacvetel med vladanjem cesarja Hadrijana, ki ga je verjetno obiskal dvakrat. Tudi Hadrijan je mestu daroval popolno avtonomijo. Plutarh je bil s svojo prisotnostjo kot glavni duhovnik pomemben dejavnik. Barbarski napadi so se spet začeli med vladanjem Marka Avrelija.
Do 4. stoletja so Delfi dobili status mesta, ki je bilo zahodno od območja svetišča.  Konstantin Veliki je izropal več spomenikov, predvsem kačji steber ali trinožnik iz Plataje, ki ga je uporabil za okras svojega novega glavnega mesta Konstantinopla.
Kljub rasti krščanstva po rimskem cesarstvu je bilo preročišče še naprej dejavno pogansko središče vsaj do 4. stoletja, tudi pitijske igre so bile še naprej vsaj do leta 424, a upadanje se je nadaljevalo. Poskus cesarja Julijana oživiti helenistični politeizem ni preživel njegove vladavine. Izkopavanja so v mestu razkrila veliko triladijsko baziliko in sledove cerkvene stavbe v gimnaziju svetišča. V 6. ali 7. stoletju je bil kraj zapuščen, čeprav je en škof v Delfih na seznamu škofov v poznem 8. in zgodnjem 9. stoletju.
Čas in naravne nesreče so dodale sliko opustošenja nekoč slavnega mesta. Pozneje je bila ustanovljena majhna in nepomembna vasica Kastri.

## Delfska Sibila
Delfska Sibila je bila legendarna prerokinja v Delfih kmalu po trojanski vojni. Prerokbe so ji pripisali v pisnih zbirkah preroških izrekov skupaj s prerokinjo Bakis. Sibila ni imela povezave z Apolonovim preročiščem in je ne smemo zamenjevati s Pitijo. 

## Zgradbe in strukture
Poselitev v Delfih sega v neolitik z obsežno zasedenostjo in uporabo, ki se začne v mikenskem obdobju (1600–1100 pred našim štetjem). Večina ruševin, ki je ohranjena še danes, je iz najbolj intenzivnega obdobja dejavnosti v 6. stoletju pred našim štetjem.  Njihovo zaporedje in usoda sta znana le iz fragmentov in opisov Pavzania.

## Apolonov tempelj
Bog Apolon (Ἀπόλλων) je kot najznačilnejši grški bog med vsemi bogovi poosebljal mladostno, moško lepoto in moralno čistost. Grška kultura je po njem razvila svoj ideal lepega, krepostnega, atletskega in omikanega mladeniča. Apolon je bil bog kuge, a tudi zdravilstva, glasbe (zlasti igranja na liro), lokostrelstva (vendar ne v vojni ali na lovu) in preroštva. V helenizmu so ga poistovetili s soncem. Pripisovali so mu tudi skrb za ovce in živino.
Prvo Apolonovo junaško dejanje je bilo, ko so Delfi (Δελϕοί) postali njegovo bivališče; ubil je božanskega varuha Pitona, ki je poosebljal temne sile podzemlja. V Apolonovo čast so v Delfih vsaka štiri leta prirejali pitijske igre. To so bile druge najpomembnejše igre v Grčiji. Od samega začetka so vključevale glasbeno tekmovanje v himnah, posvečenih bogu. Šele pozneje so po zgledu olimpijskih iger dodali atletske tekme in konjske dirke. Nagrada je bil venec, spleten iz lovorja, ki so ga nabrali v dolini Tempe.
V delfskem preročišču je Apolonova svečenica Pitija (Πυϑία) govorila  po domnevno Apolonovem navdihu ter ljudem, ki so prišli iskat nasvet, izrekala prerokbe. Med prerokovanjem je Pitija sedela na visokem trinožniku, ki je bil podoben kuhinjski posodi. Zgodovinar Plutarh poroča, da je v zgodnji dobi Pitija izrekala prerokbe samo en dan v letu, zgodaj spomladi; pozneje morda enkrat mesečno. Vsak poizvedovalec je prišel po morju pod Delfe, se povzpel po dolini in najprej prišel do Ateninega svetišča in tolosa pod skalama Fajdriadam. Tu blizu je bil tudi gimnazij. Nato se je moral najprej očistiti v vodah studenca Kastalije. Pred vstopom v svetišče, ki je bilo obzidano, je moral najprej pri zunanjem oltarju darovati sveto pogačo, pri notranjem oltarju pa kozo ali ovco. Povzpel se je po ovinkasti poti mimo zakladnic, kjer so posamezne polis puščale svoje darove delfskemu Apolonu. Šele tedaj je vstopil v notranje svetišče ali aditon, kjer je sedela Pitija.
Ruševine templja v Delfih, vidne danes, so iz 4. stoletja pred našim štetjem in predstavljajo dorski peripteral. Postavljen je bil na ostankih zgodnejšega templja, datiranega v 6. stoletje pred našim štetjem, ki je bil postavljen tam, kjer je bil o svetišče iz 7. stoletja, ki se pripisuje arhitektoma Trofoniju in Agamedu. 
Tempelj iz leta 548 pr. n. št. je bil imenovan "tempelj Alkmajonidov" v poklon atenski družini, ki je financirala njegovo obnovo po požaru, ki je uničil prvotno strukturo, ki je bila posvečena Hefajstu in Ateni. Nova stavba je bil dorski heksastilni tempelj s 6 × 15 stebri. Ta tempelj je uničil potres leta 375 pred našim štetjem. Pediment skulpture je bil darilo Praksija in Androstena iz Aten. Podoben je drugi tempelj, ki je ohranil 6 × 15 stebrov okoli stilobata velikosti približno 21,70 x 58,20 metrov. [34] V notranjosti je aditon (grško Άδυτον ali latinsko adytum – nedostopen), središče delfskega oraklja in sedež Pitije. Za tempelj je veljalo delfsko geslo spoznaj samega sebe. Gesla so pripisali Apolonu, ki jih je uveljavil v preročišču  ali sedmim modrecem Grčije ("spoznaj samega sebe" je prav tako mogoče pripisati drugim znanim filozofom). Tudi ta tempelj je leta 373/72 pr. n. št. uničil potres in skalni podori so pod seboj pokopali kipe s trikotnega čela. Obnovo je začel Fokij po vojni leta 346 pr. n. št. in se je končala okoli 320 pr. n. št.
Tempelj je preživel do leta 390, ko je rimski cesar Teodozij I. prepovedal preročišče in je uničil tempelj, večino kipov, umetnin. Vse je bilo uničeno v imenu krščanstva, ker je hotel odstraniti vse sledove poganstva.

### Amfiktijonski svet
Amfiktijonski svet je bil svet predstavnikov šestih grških plemen, ki so obvladovali Delfe in tudi štiriletne pitijske igre. Sestali so se dvakrat letno in prišli iz Tesalije in osrednje Grčije. Sčasoma je mesto Delfi pridobilo več samostojnosti in svet je izgubil velik del svojega vpliva.

### Zakladnice
Od vhoda v mesto pelje sveta cesta navkreber skoraj do templja samega. Ob njej je veliko votivnih kipov in številne zakladnice držav, ki so jih sezidala številna grška mesta in plemena iz tujine, pa tudi tista iz celine, v spomin na zmage in v zahvalo preročišču za njegov nasvet, za katerega so verjeli, da je prispeval k tem zmagam. Imenujejo se "zakladnice", ker so vsebovale darove, podarjene Apolonu; to je bila pogosto "desetina" (tithe), naropana v bitki. Najveličastnejša je obnovljena Atenska zakladnica, zgrajena v spomin na zmago Atencev v bitki pri Maratonu leta 490 pred našim štetjem. Velik del arhitekturnega programa je na ogled v bližnjem muzeju.
Več zakladnic je mogoče prepoznati, med njimi Sifnijsko zakladnico, posvečeno mestu Sifnos, katere državljani so dali desetino pridelka iz svojih srebrnih rudnikov, dokler ni rudnik propadel, ko ga je preplavilo delovanje morja.
Druge so še Sikionska, Beocijska, Tebanska. Ena največjih zakladnic je bila zakladnica mesta Argos. Zgrajena je bila v poznem dorskem obdobju, bila je ponos Argejcev pri predstavitvi njihovega mesta med drugimi mestnimi državicami. Končana je bila leta 380 pr. n. št., zakladnica je črpala predvsem iz Herinega templja v Argolidi, akropoli mesta. Nedavna analiza arhaičnih prvin zakladnice pa je pokazala, da je bila narejena pred njo. 

### Oltar prebivalcev Iosa
Je na sprednji strani Apolonovega templja. Glavni oltar svetišča je bil plačan in zgrajen za ljudstvo z otoka Ios. Datiran je v 5. stoletje pred našim štetjem po napisu na vencu. V celoti je izdelan iz črnega marmorja, razen baze in venca. Oltar naredi močan vtis. Obnovljen je bil leta 1920. 

### Stoa Atenčanov
Stoa je severovzhodno od glavnega svetišča. Zgrajena je bila v jonskem slogu in je sestavljena iz sedmih žlebastih stebrov, nenavadno izrezljanih iz posameznih kosov kamna (večina stebrov je bila zgrajena iz več spojenih kolutov). Napis na stilobatu kaže, da je bila zgrajena, ko so Atenci po njihovem mnenju zmagali nad Perzijci leta 478 pred našim štetjem. V stoi so spravili svoje vojne trofeje k obstoječemu poligonalnemu zidu. 

### Sibilina skala
Sibilina skala je kot nekakšna prižnica, balvan med Atensko zakladnico in Stoo Atenčanov ob sveti cesti, ki vodi do Apolonovega templja, v arheološkem območju Delfi. Trdijo, da je pred Apolonovo Pitijo stara Sibila sedela in izdajala svoje prerokbe.

### Gledališče
Antično gledališče v Delfih je bilo dodatno zgrajeno na hribu nad Apolonovim templjem in gledalcem ponuja pogled na svetišče in spodnjo dolino. Zgrajeno je bilo v 4. stoletju pred našim štetjem, vendar je bilo večkrat predelano. Njegovih 35 vrst lahko sprejme 5000 gledalcev.

### Tolos
Tolos na svetišču Atene Pronaje (Ἀθηνᾶ Πρόνοια, "Atena previdna") je krožna zgradba, ki je bila zgrajena iz pentelijskega marmorja med 380 in 360 pred našim štetjem. Sestavljalo jo je 20 stebrov razporejenih okoli zunanjega premera 14,76 metra z 10 korintskimi stebri v notranjosti. Tla cele in zidec na katerem stojijo stebri, so iz temnega elevzinskega marmorja. 
Tolos je približno 800 m od glavnih razvalin v Delfih (na
38°28′49″N 22°30′28″E / 38.480172°N 22.507886°E). Trije stebri so bili obnovljeni leta 1938, zaradi česar je to najbolj fotografirana točka turistov v Delfih. Vitruvij (vii, uvod) ugotavlja, da je bil  arhitekt krožne stavbe Teodor Samos.

### Gimnazij
Gimnazij, ki je 800 m oddaljen od glavnega svetišča, je bil skupina zgradb, ki jih je uporabljala delfska mladina. Zgradba je bila sestavljena iz dveh ravni: stoa na zgornji ravni je zagotavljala odprt prostor in palestra, bazen, kopališče v spodnjem nadstropju. Za bazen in kopališče so trdili, da imata magično moč in omogočata sposobnost komuniciranja z Apolonom.

### Stadion
Stadion je še na vrhu hriba, onstran svete ceste in gledališča. Zgrajen je bil v 5. stoletju pred našim štetjem, vendar se je v poznejših stoletjih spremenil. Zadnja večja sprememba je bila v 2. stoletju našega štetja pod pokroviteljstvom Heroda Atiškega, ko sta bila zgrajena kamnita tribuna s sedeži in (obokan) vhod. To je omogočalo sedenje 6500 gledalcev, proga je bila dolga 177 metrov in 25,5 m široka. 

### Hipodrom
Na hipodromu so bile dirke na pitijskih igrah. Ni sledu o njem, vendar lega stadiona in nekateri ostanki zidov napeljujejo, da je bil verjetno na ravnici poleg glavnega dela mesta in daleč od templja.

### Poligonalni zid
Podporni zid je bil zgrajen za podporo terase za gradnjo drugega Apolonovega templja leta 548 pred našim štetjem. Ime ima zaradi poligonalne oblike, v kateri je izdelan. Pozneje, od 200 pred našim štetjem dalje, so kamne popisali s pogodbami o osvoboditvi sužnjev, ki je bila posvečena Apolonu. Približno tisoč je evidentiranih na zidu. 

### Kastalijin izvir
Kastalijin ali sveti izvir leži v grapi Fedrid. Ohranjeni so ostanki dveh monumentalnih vodnjakov, ki so dobili vodo iz izvira od arhaičnega do rimskega obdobja s poznejšim rezom v skalo. V njem so se romarji očistili, preden so vstopili v sveti kraj. Kastalija je bila nimfa, ki jo je imel Apolon rad. Pobegnila mu je in se potopila v izvir v Delfih.

### Atletski kipi
Delfi so znani po svojih številnih ohranjenih atletskih kipih. Prvotno jih je bilo v Olimpiji veliko več, a jih je veliko propadlo. Delfi so glavno mesto atletskih kipov. Kleobis in Biton iz Argosa, dva brata, sinova Kidipe, Herine svečenice, znana po svoji moči, sta bila prva znana atletska kipa v Delfih (600 pr. n. št.) Kipa sta spomin na vlečenje materinega voza namesto odsotnih volov več milj do svetišča Here. Njuna mati je prosila Hero za darilo za njun trud. Ko sta vstopila v Herin tempelj, sta zadremala in se nista nikoli več zbudila. Postala sta nesmrtna in dobila večno priznanje za spoštovanje in ljubezen, ki sta jo pokazala do svoje matere. V čast dveh moških so njihovi sodržavljani poslali dva posebna kipa v Delfi.
Delfski voznik bojnega voza je še ena starodavna relikvija, ki se je ohranila. Je eden najbolj znanih kipov iz antike. Voznik bojnega voza je izgubil številne dele, vključno voz in levo roko, vendar stoji kot poklon atletski umetnosti antike.

## Arhitekturna tradicija
Štiri templji so zaporedno zasedali območje pred požarom 548/7 pr. n. št., po katerem je Alkmajonid zgradil petega. Pesnik Pindar je opeval Alkmajonidov tempelj v Pitijskih odah 7.8–9, v kateri so tudi podrobnosti o tretji zgradbi (Pajan 8. 65–75). Druge podrobnosti najdemo pri Pavzaniu (10.5.9–13) in Homerjevi himni Apolonu (294). Prvi tempelj bil zgrajen iz lesa oljk iz Tempe. Drugi je bil narejen iz čebeljega voska in kril, vendar je čudežno valoval z močnim vetrom in obstal med Hiperborejci. Tretji, kot jih je opisal Pindar, je bil ustvarjen za boga Hefajsta in Ateno. Toda njegovi arhitekturni detajli vsebujejo Sirene kot kipe, katerih smrtonosne pesmi so izzvale olimpske bogove, da so zakopali tempelj v zemljo (po Pavzaniasu ga je uničil potres in ogenj).
Četrti tempelj sta iz kamna zgradila Trofonij in Agamed. 

## Arheološki muzej v Delfih
Arheološki muzej Delfi stoji ob vznožju glavnega arheološkega kompleksa, na vzhodni strani vasi in na severni strani glavne ceste. Muzejska hiša hrani veličastno zbirko, povezano z antičnimi Delfi, tudi najzgodnejši znan zapis za melodijo znamenitega voznika bojnega voza, zlate zaklade, odkrite pod sveto cesto in fragmente z reliefi iz Sifnijske zakladnice. Neposredno ob izhodu (večina turističnih vodnikov ga prezre) je napis, ki omenja rimskega prokonzula Galija.
Vstopa v muzej in glavni kompleks sta ločena in plačljiva, znižana vstopnica se dobi za vstop na oba. Ob muzeju sta majhna kavarna in pošta.

## Izkopavanja
Na najdišču je bila od srednjega veka vas Kastri. Pred sistematičnimi izkopavanji so morali vas preseliti, vendar so se prebivalci upirali. Priložnost, da preselijo vas, se je pojavila, ko je bila poškodovana zaradi potresa in so vaščanom ponudili povsem novo naselje v zameno za staro mesto. Leta 1893 je Francoska arheološka šola iz  Aten odstranila velike količine zemlje številnih plazov in tako razkrila velike zgradbe in strukture Apolonovega svetišča in templja Atene Pronaje skupaj z več tisoč predmeti, napisi in skulpturami.
Arheološko najdišče je zdaj urejeno in je zelo priljubljen turistični cilj. Je lahko dostopno iz Aten za enodnevni izlet. Nekateri ga kombinirajo z zimskimi športi na gori Parnas, pa tudi plažami in poletnimi športi v bližini obale Fokide.
Območje je tudi zaščiteno kot območje izjemne naravne lepote. Tukaj ni industrijskih objektov, razen cest in tradicionalne arhitekture, tudi visokonapetostni vodi in podobno so preusmerjeni tako, da niso vidni z območja svetišča. Nemoteč je tudi razgled.

## Sodobni Delfi

### Mesto
Sodobni Delfi so zahodno od arheološkega najdišča in so zato priljubljen turistični cilj. Stoji ob glavni cesti, ima veliko hotelov in prenočišč in številne gostilne in bare. Glavne ulice so ozke in pogosto enosmerne. Evropska pešpot E4 vodi skozi vzhodni konec mesta. Poleg arheološkega pomena Delfi privabljajo turiste, ki obiskujejo smučišče Parnas ter priljubljena obalna mesta v regiji.
V srednjem veku je bilo zgrajeno mesto, imenovano Kastri, na območju današnjega arheološkega najdišča. Stanovalci so uporabili marmorne stebre in druge strukture kot podporne nosilce in strehe za svoje improvizirane hiše, običajen način obnove mest, ki so bila delno ali v celoti uničena, zlasti po potresu leta 1580. Leta 1893 so arheologi Francoske šole iz Aten končno ugotovili dejanski kraj antičnih Delfov in vas so preselili zahodno od tempeljskega mesta. 

### Občina
Občina Delfi je pri reformi lokalne samouprave 2011 nastala z združitvijo osmih nekdanjih občin, ki so postale občinske enote:  Amfis, Delfi, Desfina, Galaksidi, Gravija, Iteja, Kalieis, Parnas.
Upravni sedež občine je v največjem mestu Amfis. Skupno število prebivalcev v občini je 32.263. Mesto Delfi ima 2373 prebivalcev, medtem ko ima občinska enota Delfi, vključno s Krizo, 3511 prebivalcev.

### Fotografije sodobnih Delfov
- Restavracija
- Ulica
- Hiša Angelosa Sikelianosa
- Cerkev sv. Nikolaja
- Mestna hiša
- Razgled

## Druga literatura
- Morgan, Catherine, Athletes and Oracles: The Transformation of Olympia and Delphi in the Eighth Century BCE (Cambridge; New York: Cambridge University Press, 1990). ISBN 0-521-37451-0
- Scott, Michael, Delphi: A History of the Center of the Ancient World (Princeton, NJ: Princeton University Press, 2014). ISBN 978-0-691-15081-9
- Robert K. G. Temple, "Fables, Riddles, and Mysteries of Delphi", Proceedings of 4th Philosophical Meeting on Contemporary Problems, No 4, 1999 (Athens, Greece) In Greek and English.

### Splošno
- Official website of the archaeological site
- Official website of the Museum
- Michael Scott. "Delphi: The Bellybutton of the Ancient World". BBC 4. http://www.bbc.co.uk/programmes/b00w4jtx. Pridobljeno 23 Nov 2010.
- Restoration drawings of Delphi
- Homepage of the modern municipality (angleško)
- Hellenic Ministry of Culture: Delphi
- C. Osborne, "A Short detour to Delphi and the Sibyls" Arhivirano 2005-04-03 na Wayback Machine.
- Eloise Hart, "The Delphic oracle"
- III JUNIOR DELPHIC GAMES 2007 Baguio City, Philippines – November 10 to 15
- Arhivirano 2016-03-04 na Wayback Machine.
- International Delphic Council
- ASHES2ART Digital Delphi Arhivirano 2010-10-31 na Wayback Machine.
- Delphi-Help - первая помощь по Delphi (RUSSIA)
- European Cultural Centre of Delphi
- The ¨ E ¨ of Delphi and the "Know thyself"

### Geologija Delfov
- John R. Hale, et al., "Questioning the Delphic Oracle: When science meets religion at this ancient Greek site, the two turn out to be on better terms than scholars had originally thought", in Scientific American August 2003
- John Roach, "Delphic Oracle's Lips May Have Been Loosened by Gas Vapors" in National Geographic news, August 2001
- Geology of Delphi Arhivirano 2005-09-19 na Wayback Machine.
- The New York Times, March 19, 2002: "Fumes and Visions Were Not a Myth for Oracle at Delphi"
- A Geological Companion to Greece and the Aegean by Michael and Reynold Higgins, Cornell University Press, 1996 Arhivirano 2009-06-18 na Wayback Machine.